# Asarhaddon
Asarhaddon (též Esarchadón; akkadsky Aššur-achché-iddina – „[Bůh] Aššur daroval bratra“, aramejsky: ܐܵܫܘܿܪ ܐܵܗܐܹ ܐܝܼܕܝܼܢܵܐ; hebrejsky: אֵסַר חַדֹּן; řecky: Ασαραδδων; latinsky: Asor Haddan) byl asyrský král, který vládl v letech 681–669 př. n. l. Byl nejmladším synem a následníkem Sinacheriba a jeho druhé manželky, aramejské princezny Zakitu (aramejsky Nakkija – „Čistá“)

## Exil a cesta k moci

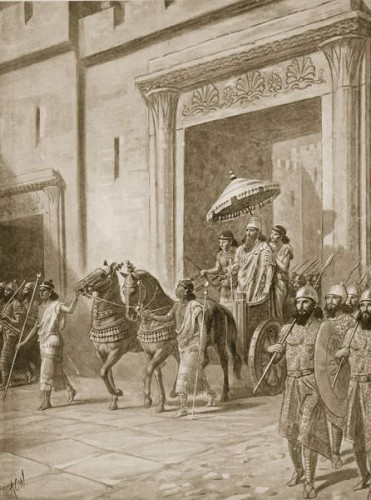
Asarhaddon je uznán jako král Ninive – ilustrace of A. C. Weatherstone

Nejstarším synem Sinacheriba byl Aššur-nádin-šumi, který byl po nějaké době dosazen do Babylonu. Poté, co Sinacherib zaútočil na Elam, jako pomstu zaútočil elamský král Hallušu-Inšušinak na Babylon a zabil Aššur-nádin-šumiho. Sinacherib nejprve jako nového korunního prince ustanovil syna jménem Arda-Mulissu, ale po nějaké době toto změnil a ustanovil Asarhaddona.
Aby Sinacherib svého syna ochránil před Arda-Mulissu, poslal jej do vzdálenějších provincií. Útočiště nalezl za řekou Eufrat, za hranicemi říše Chanilgabat (Mitanni), pravděpodobně někde na jihovýchodě dnešního Turecka.
Sinacherib si ale neuvědomil riziko ztráty svého vlastního života. Skutečnost, že jako nejmladší Sinacheribův syn byl jmenován následníkem trůnu, vyvolala odpor jeho bratra Arda-Mulissu, který se ještě spojil s dalším bratrem Nabu-šar-ušur. Proběhly pokusy o Asarhaddonovu diskreditaci, kdy např. věštby tvrdily že Asarhaddon osvobodí exulanty a obnoví Babylon (zničení Babylonu Sinacheribem bylo považováno za posvátné).
Sinacherib byl r. 681 př. n. l. zavražděn. Podle Bible ho zabili jeho synové Arad-bel-it a Nabu-šar-usur (2. kniha královská (19:37) je jmenuje jako Adramelecha a Šarezera) poté, co se mu nepodařilo dobýt Jeruzalém a vracel se do Asýrie. Protože však nedostali slibovanou podporu (např. Ninive), oba byli nuceni utéct do Urartu. Zde získali vojenskou pomoc. Asarhaddon se po zprávě o otcově smrti rychle vrací do Asýrie, vstupuje do Ninive a ujímá se formálně trůnu. Poté sebral armádu a vytáhl proti urartským vojskům vedeným jeho bratry. Po šesti týdnech bojů je s konečnou platností porazil v Chani-Rabbatu, distriktu v oblasti horního toku Eufratu.

## Obnova Babylonu
Asarhaddon ihned po získání trůnu započal s rekonstrukcí vypleněného Babylonu (680–678 př. n. l.). Chtěl si tím ujednat s Babyloňany dobré vztahy. Mezi prvními byl obnoven chrám Esagila, zasvěcený Mardukovi. Asyrský architekt Adar-achche-šu pracoval na budování zikkuratu Etemenanki, který byl později dáván do spojitosti s biblickou Babylonskou věží. Do Babylonu byly vráceny sochy babylonských bohů. Ve snaze zabránit úvahám o upřednostnění Babylonu začala ve stejné době výstavba svatostánku bohyně Eššary v samotném Aššúru, kam měli všichni cizinci zakázaný vstup. Obě stavby byly dokončeny ve shodném termínu (po dvou letech). Dále rozšířil privilegia obyvatel Aššúru tím, že je osvobodil ode všech daní a poplatků. Současně potvrdil a v některých případech rozšířil privilegia jiných asyrských a babylonských měst (Harran, Sippar, Borsippa, Nippur aj.).

## Kampaň proti Kimmeriům
První Asarhaddonova válečná výprava byla namířena proti nomádským kmenům na jihu Mezopotámie. Podle záznamů se jednalo o kmeny Dakkun a Gambulu, které napadaly zemědělce. Na začátku r. 679 př. n. l. se v oblasti Kilíkie a Tabalu objevují Kimmeriové a pod vedením nového ambiciozního krále Teušpy napadají asyrská území. Kimmeriové měli již na svědomí smrt Asarhaddonova děda, Sargona II. Asarhaddon s vojsky překročil pohoří Taurus a podle babylonských záznamů Kimmerije v bitvě u Hubušny (pravděpodobně Hubišna v Kappadokii) rozdrtil. Kimmerijský král Teušpa v bitvě zahynul a část jeho armády vstoupila do služeb Asýrie. Druhá část Kimmeriů se spojila se skytskými a urartskými vojsky a vtrhla do Frýgie (r. 676 př. n. l.).
V tom čase vede Asarhaddon výpravy proti různým vládcům v oblasti Malé Asie. Výpravy probíhaly na bývalém asyrském území, kde se v minulých letech vytvořila řada státečků a Asarhaddon zde obnovoval asyrskou nadvládu.

## Chaldejské povstání v Babylonii

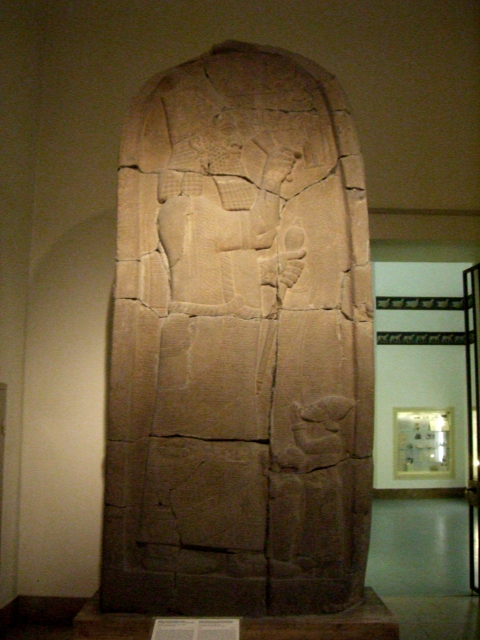
Stéla na oslavu vítězství nad Taharkou z r. 670 př. n. l. (Museum Berlin)

Po obnově Babylonu Asarhaddon znovu připojil k Babylonii chaldejské území Bit-Dakkuri (jižně od města Borsippy), které bylo dříve zkonfiskováno Sinacheribem r. 698 př. n. l. a bylo na Babylonii v podstatě nezávislé. Reakcí bylo povstání kmene Bit-Dakkuri, podporované vládcem Přímoří Nabu-zer-kiti-liširem, synem Marduk-apla-iddiny II. r. 678 př. n. l. Povstání bylo Asyřany ihned nemilosrdně potlačeno. Nejvyšší kněz Dakurrů Šamaš-Ibni byl zajat a posléze popraven. Nabu-zer-kiti-lišir byl v bitvě zraněn a později na útěku zabit. Jeho bratra Najid-Marduka Asarhaddon donutil přestoupit na asyrskou stranu a dosadil ho na uvolněný trůn Přímoří jako loutkového místokrále.

## Konflikty se syrskými a fénickými městy
Již roku 680 př. n. l., tedy v době bojů mezi Asarhaddonem a jeho bratry o moc, se proti asyrské nadvládě vzbouřilo fénické město Sidon. Jeho král Abdi-Milkutti (Abdi-Milki) Asyřanům přestal odvádět povinný tribut. S ním se následně spojili král Chilakku (asyrský název Kilíkie) Sanduarri, král země Du'ua a jiných maloasijských a syrských státečků. Roku 677 př. n. l. Asarhaddon Sidon dobyl, vyplenil a srovnal se zemí. Abdi-Milkutti se pokusil uprchnout po moři, byl ale zajat. Většina Sidonských obyvatel byla odvlečena do vyhnanství. Část kořisti byla předána králi Týru, Baalovi I., který byl Asarhaddonovi věrný. Na troskách Sidonu nechal Asarhaddon vystavět nové město, které nazval Kar-Aššur-aha-iddina – „Pevnost/přístav Asarhaddonův“, a jeho novými obyvateli se stali hlavně Chaldejci, kteří do oblasti přišli s asyrskou armádou. Asyrská vojska se pak vydala do Kilíkie, kde dobyla 21 opevněných měst. Kilíkijský král Sanduarri byl lapen při útěku do hor a společně s Abdi-Milkim byli odvlečeni do Ninive, kde byli oba popraveni.

## Situace na severovýchodní hranici Asýrie
Roku 676 př. n. l. Asarhaddonova vojska dobyla Sissu (resp. Sizu) a Kundu v pohoří Taurus, poslední města věrná Sanduarrovi, který v nich chtěl nalézt útočiště.
Král Mannei spolu se skytským králem Išpakou (řecký Aspakos) a s gutejskými kočovníky začali v té době ohrožovat hranice na severu říše. Mannea, která byla doposud v podstatě asyrským vazalským královstvím a její území bylo omezeno na nejbližší okolí Urmijského jezera, obsadila oblasti na jih od jezera až k řece Dijala (v té době se zde nacházelo království Zamua). Přestala Asyřanům platit tribut a svými územními zisky přerušila obchod s koňmi mezi Asýrií a Paršuou. Výbušnou situaci zde Asarhaddon vyřešil diplomaticky, když po pádu Frýgie provdal svou dceru za skytského prince Bartatua. Tím urovnal vztahy s nomády a uvolnil si ruce pro tažení proti médskému králi Fraortovi (Fravartiš). Přesná doba tažení není známa (pravděpodobně před r. 676 př. n. l.), ale Asyřané pronikli až k „slané poušti“ u hory Bikni, čili k dnešnímu Teheránu.

## Tažení proti Arabům
V roce 676 př. n. l. se Asarhaddon vydal na vojenskou výpravu do Arabské pouště. Pronikl až do země Bazu (patrně dnešní oblast Kataru), která ležela proti ostrovnímu Dilmunu (současný Bahrajn), kde „škorpioni a hadi pokrývají zemi jako mravenci“. V průběhu této kampaně Asarhaddon zabil 8 arabských šejků – lokálních vladařů. Jejich poklady a obrazy bohů nechal odvézt do Asýrie. Jeden z přeživších šejků, Lailie, nejprve před Asyřany utekl, ale pak šel za Asarhaddonem až do Ninive. Tam ho požádal, aby vrátil unesené sochy bohů. Asarhaddon mu je daroval zpět, stejně jako podmaněné území, a učinil z Lailiho svého chráněnce.

## Vztahy s Elamem
Roku 675 př. n. l. na jihovýchodní hranici říše několikrát zaútočil elamský panovník Chumba-chaldaš II. Ten však během tažení na babylonský Sippar náhle umírá („beze známky jakékoli nemoci“) a elamská armáda pak byla vytlačena zpět. Je velmi pravděpodobné, že o fyzickou likvidaci elamského krále se postarali Asyřané. Nový elamský král Urtaki (bratr zesnulého Chumba-chaldaše) uzavřel s Asarhaddonem spojenectví a dokonce nechal r. 674 př. n. l. vrátit do Babylonu sochy bohů, kteří „byli dlouhou dobu elamskými válečnými zajatci“.

## Aššurbanipal jako následník trůnu
Roku 673 př. n. l. podnikl Asarhaddon na severní hranici Asýrie výpravu proti urartskému králi Rusasovi II. Urartu se v tomto období začalo vzpamatovávat z následků předchozích porážek od Sargona II. a nájezdech Kimmerijců. To Asarhaddon nechtěl dovolit.
Roku 672 př. n. l. však náhle umírá jeho nejstarší syn a korunní princ Sin-idin-apla. Protože jeho druhý syn Šamaš-šum-ukín měl převzít vládu nad Babylonií, nejmladší syn Aššurbanipal se náhle dostal do pozice následníka asyrského trůnu. Tento vývoj se setkal se značným odporem, protože Aššurbanipal nebyl nijak oblíben mezi mocným kněžstvem a v části královského dvora. Asarhaddon byl nucen uzavřít mnoho smluv s asyrskou aristokracií, členy královské rodiny i cizími panovníky aby zajistil svému nejmladšímu synovi loajalitu.

## Tažení do Egypta
Roku 671 př. n. l. Asarhaddon podnikl válečné tažení proti mocnému nepříteli, egyptskému faraonovi Taharkovi. Chtěl dosáhnout úplné egyptské porážky a tím naplnit odkaz svého děda Sargona II. a otce Sinacheriba.
Svou armádu byl Asarhaddon donucen rozdělit při pochodu přes Kanaán, protože v Týru (a pravděpodobně i v Aškelonu) propuklo protiasyrské povstání. Část asyrské armády byla tedy vyčleněna na pochod proti povstalcům. Hlavní část pod Asarhaddonovým vedením překročila Sinajský poloostrov a vstoupila do Egypta. Roku 670 př. n. l. byla egyptská vojska v několika bitvách poražena, a když se Asarhaddonovi podařilo dobýt i Mennofer (Mempfis), byl Taharka se zbytky své armády donucen k ústupu do Horního Egypta. Asarhaddon se v Memfisu prohlásil za krále Egypta a nechal vztyčit na oslavu svého vítězství stélu, znázorňují Taharkova syna prince Ušanchuru v řetězech. Vyplenil pak města v nilské deltě a s bohatou kořistí se vrátil do Asýrie. Egypt však ihned po jeho odchodu proti asyrské nadvládě povstal.

## Smrt
Po návratu z úspěšného egyptského tažení musel Asarhaddon čelit palácovým intrikám v Ninive. Vyřešil je popravou některých čelných šlechticů, zatímco do vzbouřevšího se Egypta poslal jako svého zástupce generála asyrské armády Ša-Nabu-Šueho. Po uklidnění domácí situace se vydal na trestnou výpravu zpět do Egypta (r. 669 př. n. l.). Na podzim, v průběhu cesty ve městě Harran náhle umírá. Jeho následníkem se v Asýrii stal jeho syn Aššurbanipal a v Babylonii Šamaš-šum-ukin.